# يسبر دالاند
يسبر دالاند (بالنرويجية البوكمول: Jesper Daland)‏ هو لاعب كرة قدم نرويجي في مركز الدفاع، ولد في 6 يناير 2000 في كريستيانساند في النرويج. لعب مع نادي ستارت.

## وصلات خارجية
- يسبر دالاند على موقع اتحاد النرويج (النرويجية)
- يسبر دالاند على موقع قاعدة بيانات كرة القدم.إي يو (الإنجليزية)
- يسبر دالاند على موقع Soccerbase.com (لاعب) (الإنجليزية)
- يسبر دالاند على موقع Soccerway.com (الإنجليزية)
- يسبر دالاند على موقع عالم كرة القدم.نت (الإنجليزية)